# Tiana (Catalogne)
Pour les articles homonymes, voir Tiana.
Tiana est une commune de la province de Barcelone, en Catalogne, en Espagne, de la comarque du Maresme.

## Géographie
Commune située dans l'aire métropolitaine de Barcelone.
| Sant Fost de Campsentelles | Santa Maria de Martorelles |        |
| Badalone                   | Tiana                      | Alella |
|                            | Montgat                    |        |

## Lieux et monuments
Monastère de Tiana.